# Wyoming County International Speedway

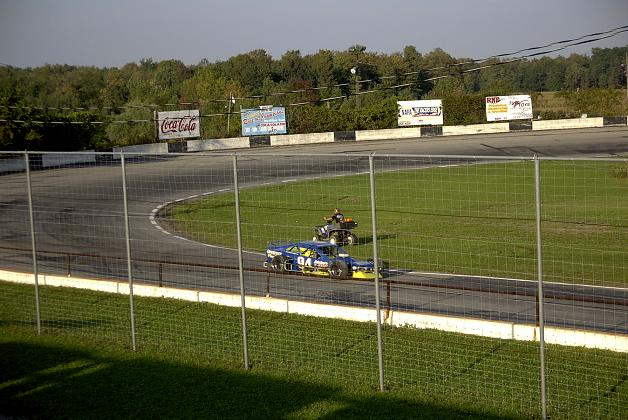
Wayne Lent Racing en la pista de Wyoming County

El Wyoming County International Speedway (abreviado WCIS; en español: "Autódromo Internacional del Condado de Wyoming") es una pista asfaltada oval de 1/3 de milla (0,54 km) de longitud, ubicada en Perry (Nueva York), en los Estados Unidos. Se construyó en 1960 como un circuito de carreras de tierra denominado Perry Speedway. La pista se pavimentó en 1968 y se construyó el muro de contención de hormigón. En 1985, el firme se volvió a cubrir con una capa de tierra durante un período de 13 años. En 1998, con un nuevo propietario, el autódromo regresó a las reñidas carreras de SST sobre superficie de asfalto. Se celebran competiciones todos los sábados por la noche en el óvalo del circuito, conocido como "Bullring" por su pequeño tamaño.

## Eventos celebrados en el WCIS
- Serie de carreras SST
- Jim Pierce Memorial American 100 Modified Race[2]